# Dare-Dare (roman)
Pour les articles homonymes, voir Dare-Dare.
Dare-Dare est un roman policier américain de Chester Himes, publié d'abord en français en 1959. De même que le roman Il pleut des coups durs, Run Man Run a été traduit en français avant d'être diffusé en anglais. C'est un roman noir mettant en scène des policiers blancs et non le célèbre duo de l’auteur, Ed Cercueil et Fossoyeur Jones.

## Résumé
Au lever du jour dans les caves d'un restaurant, Jimmy, un étudiant noir qui y travaille pour payer ses études de droit, est témoin du double meurtre de ses collègues ; il se trouve nez à nez avec le meurtrier, un blanc ivre armé d’une arme à feu. Ce dernier commence à tirer sur Jimmy qui se met à courir pour sauver sa vie.
Quand les policiers arrivent sur le terrain, ils découvrent les cadavres des deux collègues de Jimmy. Le sergent Peter Brock, aidé de son beau-frère Matt Walker, effectuera l’enquête sur le mobile de l’assassin qui court toujours et qui cherche à réduire Jimmy au silence. Mais l’enquête auprès de la population noire – dont Jimmy, le témoin - est difficile parce qu’il y a beaucoup de méfiance envers les blancs.

## Harlem de Himes
Tout au long du déroulement de l’intrigue, Chester Himes décrit sans concession la misère sociale dans Harlem, un Harlem violent et sombre.